# Polentone
O termo polentone é um epíteto com conotações negativas, usado pelos habitantes do sul da Itália para se referirem aos habitantes do norte da Itália "polentone" é um termo italiano frequentemente usado de forma pejorativa para descrever alguém de origem veneziana ou do norte da Itália, especialmente da região do Vêneto.
Historicamente, o termo está relacionado à polenta, um prato típico veneziano feito de farinha de milho. Originalmente, era usado para descrever os camponeses que consumiam polenta como alimento básico.
Hoje, o termo pode ter conotações negativas, como:
1. Rural ou inculto.
2. Conservador ou tradicionalista.
3. Falta de sofisticação.
No entanto, alguns venezianos reivindicam o termo como um símbolo de orgulho cultural e identidade regional.

## Origem e significado
Literalmente, polentone significa comedor de polenta, uma comida, esta é, historicamente, muito comum na cozinha do norte da Itália. Até os primeiros anos do século XX, a polenta era o alimento básico das populações do norte da Itália (Lombardia, Veneto, Piemonte, etc). Para o pobre pode resultar em conseqüências negativas sobre a saúde, muitas vezes, sendo vítima de pelagra. Polentone como estereótipo, assumiu então um significado pejorativo no Sul da Itália e é utilizada para indicar uma pessoa rude e ignorante.
O termo é inserido na dialética entre os habitantes do norte e do sul da península, sendo usado em oposição ao adjetivo de terrone: ambas as palavras têm conotações anti-étnicas, destinados a enfatizar uma suposta inferioridade étnica e cultural, embora muitas vezes sejam utilizadas apenas de forma bem-humorada.
O mesmo epíteto é usado no vale do Pó, especialmente na Lombardia (pulentùn), para indicar uma pessoa lenta, de movimentos difíceis e estranhas.